# Pierre Besson
Pour les articles homonymes, voir Besson.
Pas d'image ? Cliquez ici

a Compétitions nationales et continentales officielles uniquement.

b Matchs officiels uniquement.
Pierre Besson  (né le 1er avril 1940 à Saint-Astier) est un ancien joueur et un entraîneur français de rugby à XV.

## Biographie
Pierre Besson a joué avec l'équipe de France et le CA Brive au poste de trois-quart aile (1,65 m pour 66 kg). 
Après sa carrière de joueur il fut entraineur au CA Brive en 1978–1980 puis 1988-1990

## Carrière de joueur

### Clubs successifs
- 1963-1974 : CA Brive

### En équipe nationale
Pierre Besson a disputé son premier test match le 12 janvier 1963 contre l'équipe d'Écosse.

## Palmarès

### En club
Avec le CA Brive
- Championnat de France de première division :
  - Vice-champion (2) : 1965 et 1972
- Challenge Yves du Manoir :
  - Finaliste (1) : 1963

### En équipe nationale
- Sélections en équipe nationale : 5
- Sélections par année : 3 en 1963, 1 en 1965, 1 en 1968

## Carrière d'entraineur
- CA Brive